# Copa de Campeones de Europa 1991-92
La Copa de Campeones de Europa de fútbol, fue la trigesimoséptima y última edición, organizada por la UEFA. Se disputó entre octubre de 1991 y mayo de 1992, con la participación inicial de 32 equipos, representantes de 32 federaciones nacionales diferentes.
Esta edición supuso un nuevo formato de liguilla para determinar a los finalistas de la Copa de Europa que la UEFA denominaría "Liga de Campeones de la UEFA". Sin embargo, el nombre oficial del torneo continuaría siendo el de Copa de Campeones de Europa. Oficialmente, la Liga de Campeones de la UEFA empezó en la temporada 1992-1993, siendo el Olympique de Marsella el primer campeón de la competición al derrotar en la final al AC Milan. 
Adicionalmente, se dieron una serie de cambios en el formato del torneo, al suprimirse las eliminatorias de cuartos de final y semifinales que fueron sustituidas por una fase de liguilla compuesta por 2 grupos de 4 equipos cada uno, siendo el primero de cada grupo quien se clasificase de forma directa a la final. 
La Copa de Europa 1991-1992 fue ganada por el Fútbol Club Barcelona, que derrotó (1-0) a la Sampdoria en la final disputada en el Estadio de Wembley en Londres gracias a un gol de Ronald Koeman en la prórroga, logrando así su primer título. El Barcelona se convirtió de nuevo en verdugo de la Sampdoria, ya que tres años antes también derrotó a los genoveses en una final europea, en la Recopa de Europa.
Como dato anecdótico hay que destacar la primera participación de un equipo inglés, el Arsenal, tras la tragedia de Heysel. Además, sería precisamente el Barcelona quien eliminaría a los representantes de las dos Alemanias (circunstancia que ya no se volvería a repetir, pues tras la reunificación de Alemania la DDR Oberliga celebró en la 1990/91 su última temporada), el Kaiserslautern, campeón de la Bundesliga y el FC Hansa Rostock, campeón de DDR Oberliga.

## Dieciseisavos de final
El sorteo se realizó el 11 de julio de 1991 en Ginebra
Los partidos se desarrollaron el 18 de septiembre y 2 de octubre de 1991.
| Equipo Local Ida         | Resultado  | Equipo Visitante Ida  | Ida   | Vuelta |
| ------------------------ | ---------- | --------------------- | ----- | ------ |
| Beşiktaş                 | 2 - 3      | PSV Eindhoven         | 1 - 1 | 1 - 2  |
| Anderlecht               | 4 - 1      | Grasshopper           | 1 - 1 | 3 - 0  |
| Fram Reykjavík           | 2 - 2 (v.) | Panathinaikos         | 2 - 2 | 0 - 0  |
| IFK Göteborg             | (v.) 1 - 1 | KS Flamurtari         | 0 - 0 | 1 - 1  |
| Budapest Honvéd          | 3 - 1      | Dundalk               | 1 - 1 | 2 - 0  |
| Sampdoria                | 7 - 1      | Rosenborg             | 5 - 0 | 2 - 1  |
| Estrella Roja            | 8 - 0      | Portadown             | 4 - 0 | 4 - 0  |
| CS Universitatea Craiova | 2 - 3      | Apollon Limassol      | 2 - 0 | 0 - 3  |
| HJK Helsinki             | 0 - 4      | Dinamo Kiev           | 0 - 1 | 0 - 3  |
| Brøndby IF               | 4 - 2      | Zagłębie Lubin        | 3 - 0 | 1 - 2  |
| Hamrun Spartans          | 0 - 10     | Benfica               | 0 - 6 | 0 - 4  |
| Arsenal                  | 6 - 2      | Austria Viena         | 6 - 1 | 0 - 1  |
| Barcelona                | 3 - 1      | Hansa Rostock         | 3 - 0 | 0 - 1  |
| Kaiserslautern           | 3 - 1      | Etar                  | 2 - 0 | 1 - 1  |
| US Luxembourg            | 0 - 10     | Olympique de Marsella | 0 - 5 | 0 - 5  |
| Sparta Praga             | (v.) 2 - 2 | Rangers               | 1 - 0 | 1 - 2  |

## Octavos de final
El sorteo se realizó el 4 de octubre de 1991 en Ginebra
Los partidos se desarrollaron el 23 de octubre y 6 de noviembre de 1991.
| Equipo Local Ida      | Resultado  | Equipo Visitante Ida | Ida   | Vuelta       |
| --------------------- | ---------- | -------------------- | ----- | ------------ |
| PSV Eindhoven         | 0 - 2      | Anderlecht           | 0 - 0 | 0 - 2        |
| Panathinaikos         | 4 - 2      | IFK Göteborg         | 2 - 0 | 2 - 2        |
| Budapest Honvéd       | 3 - 4      | Sampdoria            | 2 - 1 | 1 - 3        |
| Estrella Roja         | 5 - 1      | Apollon Limassol     | 3 - 1 | 2 - 0        |
| Dinamo Kiev           | 2 - 1      | Brøndby IF           | 1 - 1 | 1 - 0        |
| Benfica               | 4 - 2      | Arsenal              | 1 - 1 | (pró.) 3 - 1 |
| Barcelona             | (v.) 3 - 3 | Kaiserslautern       | 2 - 0 | 1 - 3        |
| Olympique de Marsella | 4 - 4 (v.) | Sparta Praga         | 3 - 2 | 1 - 2        |

## Liguilla de cuartos de final
El sorteo se realizó el 8 de noviembre de 1991 en Ginebra

### Grupo A
| Pos. | Equipo        | Pts. | PJ | G | E | P | GF | GC | Dif. |  |
| ---- | ------------- | ---- | -- | - | - | - | -- | -- | ---- |  |
| 1    | Sampdoria     | 8    | 6  | 3 | 2 | 1 | 10 | 5  | +5   |  |
| 2    | Estrella Roja | 6    | 6  | 3 | 0 | 3 | 9  | 10 | −1   |  |
| 3    | Anderlecht    | 6    | 6  | 2 | 2 | 2 | 8  | 9  | −1   |  |
| 4    | Panathinaikos | 4    | 6  | 0 | 4 | 2 | 1  | 4  | −3   |  |

 Fuente: [cita requerida]
|  | Clasifica a la final. |

| Jor. | Fecha           | Estadio               | Local         | Visitante     | Resultado |
| ---- | --------------- | --------------------- | ------------- | ------------- | --------- |
| 1    | 27 de noviembre | Constant Vanden Stock | Anderlecht    | Panathinaikos | 0–0       |
| 1    | 27 de noviembre | Stadio Luigi Ferraris | Sampdoria     | Estrella Roja | 2–0       |
| 2    | 11 de diciembre | Apostolos Nikolaidis  | Panathinaikos | Sampdoria     | 0–0       |
| 2    | 12 de diciembre | Stadion Üllői Út      | Estrella Roja | Anderlecht    | 3–2       |
| 3    | 4 de marzo      | Constant Vanden Stock | Anderlecht    | Sampdoria     | 3–2       |
| 3    | 4 de marzo      | Apostolos Nikolaidis  | Panathinaikos | Estrella Roja | 0–2       |
| 4    | 18 de marzo     | Stadio Luigi Ferraris | Sampdoria     | Anderlecht    | 2–0       |
| 4    | 18 de marzo     | Balgarska Armiya      | Estrella Roja | Panathinaikos | 1–0       |
| 5    | 1 de abril      | Apostolos Nikolaidis  | Panathinaikos | Anderlecht    | 0–0       |
| 5    | 1 de abril      | Balgarska Armiya      | Estrella Roja | Sampdoria     | 1–3       |
| 6    | 15 de abril     | Constant Vanden Stock | Anderlecht    | Estrella Roja | 3–2       |
| 6    | 15 de abril     | Stadio Luigi Ferraris | Sampdoria     | Panathinaikos | 1–1       |

### Grupo B
| Pos. | Equipo         | Pts. | PJ | G | E | P | GF | GC | Dif. |  |
| ---- | -------------- | ---- | -- | - | - | - | -- | -- | ---- |  |
| 1    | Barcelona      | 9    | 6  | 4 | 1 | 1 | 10 | 4  | +6   |  |
| 2    | Sparta Praga   | 6    | 6  | 2 | 2 | 2 | 7  | 7  | 0    |  |
| 3    | Benfica        | 5    | 6  | 1 | 3 | 2 | 8  | 5  | +3   |  |
| 4    | Dinamo de Kiev | 4    | 6  | 2 | 0 | 4 | 3  | 12 | −9   |  |

 Fuente: [cita requerida]
|  | Clasifica a la final. |

| Jor. | Fecha           | Estadio            | Local        | Visitante    | Resultado |
| ---- | --------------- | ------------------ | ------------ | ------------ | --------- |
| 1    | 27 de noviembre | Lobanovsky Stadium | Dinamo Kiev  | Benfica      | 1–0       |
| 1    | 27 de noviembre | Camp Nou           | Barcelona    | Sparta Praga | 3–2       |
| 2    | 11 de diciembre | Estádio da Luz     | Benfica      | Barcelona    | 0–0       |
| 2    | 11 de diciembre | Letná Stadium      | Sparta Praga | Dinamo Kiev  | 2–1       |
| 3    | 4 de marzo      | Lobanovsky Stadium | Dinamo Kiev  | Barcelona    | 0–2       |
| 3    | 4 de marzo      | Estádio da Luz     | Benfica      | Sparta Praga | 1–1       |
| 4    | 18 de marzo     | Camp Nou           | Barcelona    | Dinamo Kiev  | 3–0       |
| 4    | 18 de marzo     | Letná Stadium      | Sparta Praga | Benfica      | 1–1       |
| 5    | 1 de abril      | Estádio da Luz     | Benfica      | Dinamo Kiev  | 5–0       |
| 5    | 1 de abril      | Letná Stadium      | Sparta Praga | Barcelona    | 1–0       |
| 6    | 15 de abril     | Lobanovsky Stadium | Dinamo Kiev  | Sparta Praga | 1–0       |
| 6    | 15 de abril     | Camp Nou           | Barcelona    | Benfica      | 2–1       |

## Final
| 1          | POR        | Andoni Zubizarreta |      |
| 3          | DEF        | Albert Ferrer      |      |
| 4          | DEF        | Ronald Koeman      |      |
| 2          | DEF        | Nando Muñoz        |      |
| 11         | MED        | Eusebio Sacristán  |      |
| 10         | MED        | Josep Guardiola    | 113' |
| 6          | MED        | José Mari Bakero   |      |
| 9          | MED        | Michael Laudrup    |      |
| 5          | MED        | Juan Carlos        |      |
| 7          | DEL        | Julio Salinas      | 64'  |
| 8          | DEL        | Hristo Stoichkov   |      |
| Entrenador | Entrenador | Johan Cruyff       |      |

| 1          | POR        | Gianluca Pagliuca |      |
| 2          | DEF        | Moreno Mannini    |      |
| 6          | DEF        | Marco Lanna       |      |
| 5          | DEF        | Pietro Vierchowod |      |
| 3          | DEF        | Srečko Katanec    |      |
| 7          | MED        | Attilio Lombardo  |      |
| 4          | MED        | Fausto Pari       |      |
| 8          | MED        | Toninho Cerezo    |      |
| 11         | MED        | Ivano Bonetti     | 72'  |
| 9          | DEL        | Gianluca Vialli   | 100' |
| 10         | DEL        | Roberto Mancini   |      |
| Entrenador | Entrenador | Vujadin Boškov    |      |

| 16 | MED | Jon Andoni Goikoetxea | 64'  |
| 12 | DEF | José Ramón Alexanko   | 113' |

| 14 | MED | Giovanni Invernizzi | 72'  |
| 16 | DEL | Renato Buso         | 100' |

| Anotado | 111' | Ronald Koeman | 1-0 |

| Amonestado | 74' | José Mari Bakero |

| Amonestado | 39'  | Moreno Mannini    |
| Amonestado | 68'  | Pietro Vierchowod |
| Amonestado | 117' | Roberto Mancini   |

| Árbitro | Aron Schmidhuber |

| 1          | POR        | Andoni Zubizarreta |      |
| 3          | DEF        | Albert Ferrer      |      |
| 4          | DEF        | Ronald Koeman      |      |
| 2          | DEF        | Nando Muñoz        |      |
| 11         | MED        | Eusebio Sacristán  |      |
| 10         | MED        | Josep Guardiola    | 113' |
| 6          | MED        | José Mari Bakero   |      |
| 9          | MED        | Michael Laudrup    |      |
| 5          | MED        | Juan Carlos        |      |
| 7          | DEL        | Julio Salinas      | 64'  |
| 8          | DEL        | Hristo Stoichkov   |      |
| Entrenador | Entrenador | Johan Cruyff       |      |

| 1          | POR        | Gianluca Pagliuca |      |
| 2          | DEF        | Moreno Mannini    |      |
| 6          | DEF        | Marco Lanna       |      |
| 5          | DEF        | Pietro Vierchowod |      |
| 3          | DEF        | Srečko Katanec    |      |
| 7          | MED        | Attilio Lombardo  |      |
| 4          | MED        | Fausto Pari       |      |
| 8          | MED        | Toninho Cerezo    |      |
| 11         | MED        | Ivano Bonetti     | 72'  |
| 9          | DEL        | Gianluca Vialli   | 100' |
| 10         | DEL        | Roberto Mancini   |      |
| Entrenador | Entrenador | Vujadin Boškov    |      |

| 16 | MED | Jon Andoni Goikoetxea | 64'  |
| 12 | DEF | José Ramón Alexanko   | 113' |

| 14 | MED | Giovanni Invernizzi | 72'  |
| 16 | DEL | Renato Buso         | 100' |

| Anotado | 111' | Ronald Koeman | 1-0 |

| Amonestado | 74' | José Mari Bakero |

| Amonestado | 39'  | Moreno Mannini    |
| Amonestado | 68'  | Pietro Vierchowod |
| Amonestado | 117' | Roberto Mancini   |

| Árbitro | Aron Schmidhuber |

|                                     |
| Bandera de España                   |
| Campeón F. C. Barcelona 1.er título |

## Máximos goleadores
Los máximos goleadores de la Copa de Campeones de Europa 1991-92 fueron:
| Lugar | Jugador           | Equipo                | Goles |
| ----- | ----------------- | --------------------- | ----- |
| 1     | Sergei Yuran      | Benfica               | 7     |
| 1     | Jean-Pierre Papin | Olympique de Marsella | 7     |
| 3     | Luc Nilis         | Anderlecht            | 6     |
| 3     | Darko Pančev      | Estrella Roja         | 6     |
| 3     | Gianluca Vialli   | Sampdoria             | 6     |
| 6     | Isaías            | Benfica               | 5     |
| 7     | Hristo Stoichkov  | Barcelona             | 4     |
| 7     | César Brito       | Benfica               | 4     |
| 7     | Marc Degryse      | Anderlecht            | 4     |
| 7     | Attilio Lombardo  | Sampdoria             | 4     |
| 7     | Roberto Mancini   | Sampdoria             | 4     |
| 7     | Siniša Mihajlović | Estrella Roja         | 4     |
| 7     | Alan Smith        | Arsenal               | 4     |

## Enlaces relacionados
- Liga de Campeones de la UEFA
- Gol de Koeman en YouTube.

| Predecesor: Bari 1990/91 | Copa de Europa 1992/93 | Sucesor: Múnich 1992-93 |

- Datos: Q269535